# Рассоха (приток Пели)
Рассоха — река в России, протекает по Красновишерскому району Пермском края. Устье реки находится в 13 км от устья Пели по правому берегу. Длина реки составляет 25 км.
Исток реки на западных склонах хребта Кваркуш севернее горы Дормык (989 м НУМ). Течёт преимущественно в северном и северо-западном направлении. Течёт по ненаселённой холмистой местности западнее хребта Кваркуш. Характер течения — горный. Впадает в Пелю к юго-западу от горы Пелины Уши (764 м НУМ). Ширина реки у устья около 13 метров, скорость течения — 0,7 м/с.

## Данные водного реестра
По данным государственного водного реестра России относится к Камскому бассейновому округу, водохозяйственный участок реки — Кама от водомерного поста у села Бондюг до города Березники, речной подбассейн реки — бассейны притоков Камы до впадения Белой. Речной бассейн реки — Кама.
Код объекта в государственном водном реестре — 10010100212111100004587.